# وكالة نظم المعلومات الدفاعية
وكالة أنظمة المعلومات الدفاعية (DISA) المعروفة باسم وكالة الاتصالات الدفاعية (DCA) حتى عام 1991م، هي وكالة دعم قتالي تابعة لوزارة الدفاع الأمريكية (DoD) تتألف من عسكريين ومدنيين اتحاديين ومتعاقدين. توفر هذه الوكالة تكنولوجيا المعلومات (IT) ودعم الاتصالات للرئيس ونائب الرئيس ووزير الدفاع والخدمات العسكرية وأوامر المقاتلين وأي فرد أو نظام يساهم في الدفاع عن الولايات المتحدة.

## وصلات خارجية
- موقع الوكالة